# سیارک ۹۲۶۸۵
سیارک ۹۲۶۸۵ (به انگلیسی: 92685 Cordellorenz، نامگذاری:2000QD71) نود و دو هزار و ششصد و هشتاد و پنجمین سیارک کشف شده‌است که در ۳۱ اوت ۲۰۰۰ کشف شد.